# شهرستان چانگله
شهرستان چانگله (به لاتین: Changle County) یک منطقهٔ مسکونی در چین است که در ویفانگ واقع شده‌است.